# Пролетно котенце
Пролетното котенце (Pulsatilla vernalis) е многогодишно тревисто растение от семейство Лютикови. В България е застрашен вид, вписан в Червената книга на България и включен в Закона за биологичното разнообразие.
Коренището на вида е вертикално, като завършва на върха с няколко яйцевидноелиптични ципести листа, от които излизат стъблото и приосновната листна розетка. Стъблото е с височина между 5 и 30 cm и е прилегналовлакнесто. Приосновните листа са презимуващи и простоперести, а листните дялове иамт обратнояйцевидна форма. Те са до ½ наделени на 2 – 3 къси и широко триъгълни зъбчета. Стъбловите листа са прилегналовлакнести, с линейни дялове. Цветовете са с размери до около 4 – 6 cm в диаметър, слабо наведени или изправени. Околоцветните листчета са обратнояйцевидни, външните в основата си розови, виолетови или сини и копринестовлакнести, а вътрешните – белезникави. Плодовете са орехчета с дължина 2,5 – 3 mm, призматични, късовлакнести, а стълбчетата запазващи се при плода са с дължина 15 – 22 mm. Цъфти през юни – юли и плодоноси през юли – август.
Обитава каменисти и тревисти места в субалпийския и алпийския пояс. Разпростраен е във високите планини на Европа – на север от 63° в Скандинавския полуостров, на юг до Северна Испания, Северна Италия и България. В България пролетното котенце се среща в Рила, в районите на Седемте рилски езера, връх Близнаците, Урдина река, връх Шатър, Ръждавица, връх Мраморец и др. между 2200 и 2700 m н. в.